# Biografielijst Mh

## Mhi
- Iain Mhic Fhearchair (ca. 1693-1779), Schots dichter